# Dżafna
Dżafna (ang. Jaffna; tamil. யாழ்ப்பாணம் lub பாணம்; syng. යාපනය) – stolica północnej prowincji w Sri Lance. W mieście znajduje się port lotniczy Dżaffna.